# رينولد هيدبيرغ
رينولد هيدبيرغ (بالفنلندية: Reinhold Hedberg)‏ هو سياسي فنلندي، ولد في 7 يناير 1862، وتوفي في 28 فبراير 1922. نشط حزبياً في حزب الشعب السويدي. في 1907 Finnish parliamentary election ‏، انتخب عضو برلمان فنلندا ‏ عن دائرة  خلال فترته النيابية ‏ (22 مايو 1907 – ).